# Trinidad Simó
Trinidad Simó Terol (Valencia, 1935-Valencia, 2 de agosto de 2020) fue una historiadora española del arte y la arquitectura, especialista en patrimonio y en arquitectura modernista de Valencia.

## Trayectoria profesional
Estudió Filosofía y Letras y se doctoró en Historia de la Arquitectura en 1969, con una tesis sobre el Modernismo valenciano. Profesora de Historia del Arte de la Universitat de València fue expulsada cuando se producen las primeras movilizaciones del movimiento de Profesores no numerarios. Más tarde aprobó las oposiciones de Historia de la Arquitectura y del Urbanismo en la Universidad Politécnica de Valencia, de donde fue profesora titular hasta la jubilación. 
Autora de numerosas publicaciones de arte y urbanismo presentó en 1983 junto a la arquitecta Carmen Jordà Such y el fotógrafo Francesc Jarque, el libro Valencia centro histórico: guía urbana y de arquitectura. El libro consiste en un exhaustivo recorrido por la Ciutat Vella, por sus cinco barrios que releva sus edificios y monumentos de valor histórico o arquitectónico. En 2013, volvió a recorrer estos sitios con el mismo fotógrafo y edita El Cabanyal: un barrio patrimonial a rehabilitar.
Sus investigaciones ponen a disposición material de difícil acceso y son reseñadas por destacados historiadores como Javier Tusell en Historia de España en el siglo XX: 1. Del 98 a la proclamación de la República, Valeriano Bozal en su Historia del Arte en España y José Andrés Gallego en su Historia General de España y América.

### Otras publicaciones relevantes
- La vivienda y la calle: la calle de Cavallers de Valencia como ejemplo de desarrollo urbano, con María JesúsTeixidor de Otto[8]
- J. Sorolla, con introducción Enrique Lafuente Ferrari[9]
- La arquitectura de la renovación urbana en Valencia. con prólogo de Joan Fuster[10]
- La arquitectura modernista en Valencia[11]

## Activismo
Se vinculó al movimiento feminista desde los años setenta, primero en el Ateneo, en la Subcomisión de la Mujer, y desde 1976 como presidenta y fundadora de la Asociación de Mujeres Universitarias junto a Olga Quiñones Fernández. Además tuvo una gran actividad en los movimientos sociales urbanos, siendo consultada por periódicos y revistas en relación con la defensa del medioambiente y del patrimonio.
Desempeñó el cargo de Directora general de Actividades Artísticas de la Generalitat Valenciana.
Falleció en Valencia el 2 de agosto de 2020.

## Reconocimientos
- 2002: Candidata a la Distinción al Mérito Cultural propuesta por el Consell Valencià de Cultura (CVC) junto al historiador José María López Piñero.[19]

- 2006: Premi Vicent Ventura ex aequo junto a Enric Tàrrega instituido por las universidades de València y la Jaume I de Castellón, los sindicatos CC OO, UGT, Unió de Llauradors y STEPV y la Unió de Periodistes Valencians, el galardón destaca la trayectoria cívica de personalidades del ámbito cultural y social valenciano.[20]

- 2015: Reconocimiento de "Nuestras mejores Personas Mayores de la Ciudad de Valencia", que se entrega a personas destacadas que hayan contribuido a la sociedad valenciana.[21]

- 2017: Hija Predilecta de Valencia.[22]